# نور الدين بك مصطفى
نور الدّين بك مُصطفى (1300 - 1346 هـ = 1883 - 1928 م) فاضل، تركي الأصل والمنبت، مستعرب. ولد في مدينة أوخريد بمقدونيا، وتعلم في مناستر وتخرج بالحقوق في الآستانة. وسكن مصر سنة 1903 فكان من أعضاء الرابطة الشرقية والمجمع اللغوي وجماعة التعليم الشرقي الإسلامي وجمع مكتبة نفيسة.
واشتغل بجمع دائرة معارف بالتركية، ولم يكمل تبييضها. كان وكيلًا لديوان الأوقاف بمصر، وشاعرًا ينظم الشعر بالعربية والفارسية والتركية. وترجم رباعيات الخيام إلى العربية نظمًا. وتوفي بالقاهرة عام 1928.

## مكتبته: الخزانة النوريَّة
امتلك نور الدين مُصطفى مكتبةً حافلةً بِالكُتب العربيَّة والتُركيَّة والفارسيَّة النادرة، سُميت بالـ«المكتبة النوريَّة». ذكر مُحقق طبعة سنة 1908 من كتاب «الأربعين في أصول الدين» للإمام أبو حامد الغزالي: «وكان من حسن الحظ بعد أن نفدت نسخ تلك الطبعة أنني عثرت على نسختن مخطوطتين إحداهما غاية في النفاسة والضبط والاتقان وقد حفظت في خزانة كتب صاحب العزة والوجيه العالم المحقق نور الدين بك مصطفى، المسماة بالخزانة «النورية» فتفضل حفظه الله وجزاه عن العلم وخدمته أفضل الجزاء». كما ذُكر في خاتمة كتاب «جامع البدائع»: «...أسعدنا المقدار بمعرفة حضرة الهمام الأديب واللوزعي الأريب سعادة نور الدين بك مصطفى صهر صاحب السعادة عبد الحليم باشا عاصم فألفيت في مكتبته النفيسة الفاخرة التي هي بأثمن الدرر عامرة من دواوين العلم والأدب الشيء الجم...»
خُصص قسمٌ كامل في المجلد العاشر من «مجلة معهد المخطوطات العربية» الصادرة عن معهد المخطوطات العربية بعنوان «مكتبة نور الدين بك مصطفى بالقاهرة»، ووما ذُكر فيها «كان المغفور له نور الدين بك مصفطى من هواة جمع المخطوطات...مخطوطات باللغات العربية والتركية والفارسية وقد زينت صفحات معظمها بصور لما تحتويه بأيدي مشاهير الفنانين الذين يجيدون تلك الرسوم...».
كما ورد في كتاب «تاريخ وقائع مصر القاهرة المحروسة: كنانة الله في أرضه» الذي صدر عام 2002: «ويذكر الناسخ أنه نسخها عن النسخة الموجودة في مكتبة صاحب السعادة أحمد تیمور باشا، لمكتبة صاحب العزة نور الدين بك مصطفى، لتكون في خزانة كتبه النادرة تلك النسخة، نفع الله بها العباد».
وكان من أبرز مُقتنيات نور الدين مُصطفى نسخة فريدة من الكتاب المقدس، عثر عليها المُشير زكي باشا وتنبَّه لفرادتها من حيث أنها مكتوبة بِاللُغتين العربيَّة والسامرية، وذُكر فيها اسم الرسول محمد. فأشار على صديقه نور الدين مُصطفى بشرائها، فاقتناها فعلًا وحفظها. وقد حقَّق الأديب والمُترجم محمد لطفي جمعة هذه النسخة وخلص إلى نتيجة مفادها أنها مُزيفة، أقدم على تزويرها كبير الكهنة السامريين بعد أن حاول بيعها إلى جورج الخامس ملك المملكة المتحدة، فلم يدفع له غير خمسمائة جنيه استرليني، وذلك بحسب شهادة زكي باشا نفسه، الذي أضاف أن كبير الكهنة المذكور حضر إلى مصر لبيع هذه النسخة على أمل أن يُحصِّل سعرًا أفضل مما عُرض عليه.